# 天草種元
天草 種元（あまくさ たねもと）は、戦国時代から安土桃山時代にかけての武将、キリシタン。肥後国本渡城主。

## 略歴
肥後天草諸島の国人衆である天草五人衆の一氏である天草氏の分家の出身で、種元は一時、瀬戸氏とも称す。別名は瀬戸十郎兵衛種元。天草尚種の子・鎮尚の義兄弟であるが、尚種が種元の父あるいは鎮尚の別名が久武として種元は嗣子とする異説もある。
天草では鎮尚の代、永禄12年（1569年）に宣教師ルイス・デ・アルメイダを招いて布教活動を行ったのでキリシタンが増え、元亀元年（1570年）に父久武と共に種元も洗礼を受けた。洗礼名は通説ではジョアン（フアン）、異説ではアンドレアとも言う。
天正10年（1582年）にの家督を継ぐ。種元の下には丸目長恵も一時身を寄せていたともいわれる。天正15年（1587年）の豊臣秀吉の九州平定の際には、秀吉に臣従して本領を安堵された。
天正17年（1589年）、小西行長の宇土城での城普請の要求に、志岐鎮経・諸経親子が反旗を翻すと、天草久種や種元、大矢野種基、上津浦種直、栖本親高ら残りの五人衆も呼応したので、天草叛乱（天草合戦）が起きた。しかし種元は、行長や援軍に来た加藤清正の連合軍に本渡城を落とされて降伏。このとき死んだとも言う。
以後は小西行長の与力となり、文禄・慶長の役に出陣。慶長5年（1600年）の関ヶ原の戦いにも参加し、戦後に備前岡山の小早川秀秋預かりとなった。